# Бейли-Гамильтон, Джордж, 12-й граф Хаддингтон
Джордж Бейли-Гамильтон, 12-й граф Хаддингтон (англ. George Baillie-Hamilton, 12th Earl of Haddington; 18 сентября 1894 — 17 апреля 1986) — шотландский пэр .

## Биография
Родился 18 сентября 1894 года. Старший сын бригадного генерала Джорджа Бейли-Гамильтона, лорда Биннинга (1856—1917) и Кэтрин Огасты Миллисент Солтинг (? — 1952), внук и преемник Джорджа Бейли-Гамильтона, 11-го графа Хаддингтона (1827—1917).
Он получил образование в Итонском колледже и в Королевском военном колледже в Сандхерсте. Он был в штате генерал-губернатора Канады и был награждён Военным крестом во время Первой мировой войны.
11 июня 1917 года после смерти своего деда Джордж Бейли-Гамильтон унаследовал титулы 12-го графа Хаддингтона (Пэрство Шотландии), 12-го лорда Байреса и Биннинга (Пэрство Шотландии) и 12-го лорда Биннинга (Пэрство Шотландии).
Во время Второй мировой войны лорд Хаддингтон был командиром крыла в Королевских ВВС Великобритании. Он был лордом-лейтенантом Берикшира с 1952 по 1969 год. В 1957 году он стал первым президентом Георгианской группы Эдинбурга, позднее Общества архитектурного наследия Шотландии. Он жил в Тайнингхэм-хаусе в Ист-Лотиане, где он и его жена создали и пересадили несколько официальных садов.
Его дочь, леди Мэри, была одной из фрейлин королевы Елизаветы II на коронации в 1953 году.

## Военная карьера
Он воевал в Первой мировой войне, будучи капитаном на службе 2-го драгунского полка (Королевские шотландские серые), где он был ранен. Затем он получил звание командира крыла в добровольческом резерве Королевских ВВС; и майора в 19-й Лотианской и пограничной конной бронемашинной роте территориальной армии, а также капитана Королевской роты лучников.

## Должности
Шотландский пэр-представитель в Палате лордов Великобритании (1922—1958), заместитель лейтенант Ист-Лотиана (1929—1946), вице-лорд-лейтенант Ист-Лотиана (1946—1952), лорд-лейтенант Берикшира (1952—1970), мировой судья в Ист-Лотиане и Берикшире.
Он был посвящен в кавалеры Ордена Чертополоха в декабре 1951 года. В 1957 году Университет Глазго присвоил ему почётную степень доктора права.

## Брак и дети
10 сентября 1923 года лорд Хаддингтон женился на Саре Кук (? — 14 декабря 1995), дочери Джорджа Уильяма Кука. У супругов было двое детей:
- Леди Мэри Бейли-Гамильтон (13 января 1934 — 19 сентября 2022), 1-й муж с 1954 года Джон Адриан Бейли, от брака с которым у неё было трое детей. Супруги развелись в 1965 году. В том же 1965 году она вторично вышла замуж за Дэвида Вернона Рассела, от брака с которым у неё было двое детей.
- Джон Джордж Бейли-Гамильтон, 13-й граф Хаддингтон (21 декабря 1941 — 5 июля 2016), преемник отца.

12-й граф Хаддингтон скончался в 1986 году в возрасте 91 года.